# Ebrima O. Camara
Ebrima O. Camara (* 20. Jahrhundert in Tankular) ist ein gambischer Politiker, Verwaltungsbeamter und Diplomat im westafrikanischen Staat Gambia. Von September 2018 bis August 2019 war er Generalsekretär und Leiter des öffentlichen Dienstes.

## Leben
Ebrima O. Camara wurde vom Präsidenten Jammeh am 29. März 2011 zum Generalsekretär und Leiter des Öffentlichen Dienstes (englisch Secretary-General and Head of the Civil Service) ernannt. Er ersetzte Njogou L. Bah, der als Minister für Bauwesen, Verkehr und Infrastruktur (englisch Minister of Works, Construction and Infrastructure) berufen wurde. Camara war bis dahin Kabinettssekretär (englisch Secretary to the Cabinet). Anschließend wurde er nach Brüssel versetzt, um als stellvertretender Leiter der gambischen Mission in Belgien und bei der Europäischen Union zu dienen.
Ende Januar 2018 wurde Camara als Staatssekretär im Außenministerium (englisch Permanent Secretary at the Ministry of Foreign Affairs) als Nachfolger von Njogou L. Bah ernannt. Präsident Adama Barrow hat Camara erneut mit Wirkung vom 14. September 2018 zum Generalsekretär und Leiter des Öffentlichen Dienstes ernannt. Er ist Nachfolger von Habib Drammeh, der zum auswärtigen Dienst versetzt wurde.
Am 22. August 2019 wurde Camara von Muhammed B. S. Jallow abgelöst und in den Auswärtigen Dienst entsandt. Camara wurde als Botschafter nach Frankreich entsandt und wurde Nachfolger von Momodou Lamin Sedat Jobe. Er ist außerdem in Portugal, Rumänien und Ungarn akkreditiert und ständiger Vertreter Gambias bei der UNESCO.

## Familie
Camara lebt in Brikama mit zwei Frauen zusammen.